# Shakawe
Shakawe es una ciudad situada en el Distrito Noroeste, Botsuana. Se encuentra en el delta del Okavango, muy próximo a la frontera con Namibia y Angola. Tiene una población de 6.693 habitantes, según el censo de 2011.